# Sicco Tjaden
Sicco Tjaden (Westerlee, 12 december 1693 - Groningen, 28 maart 1726) was een Nederlandse gereformeerde predikant.

## Leven en werk

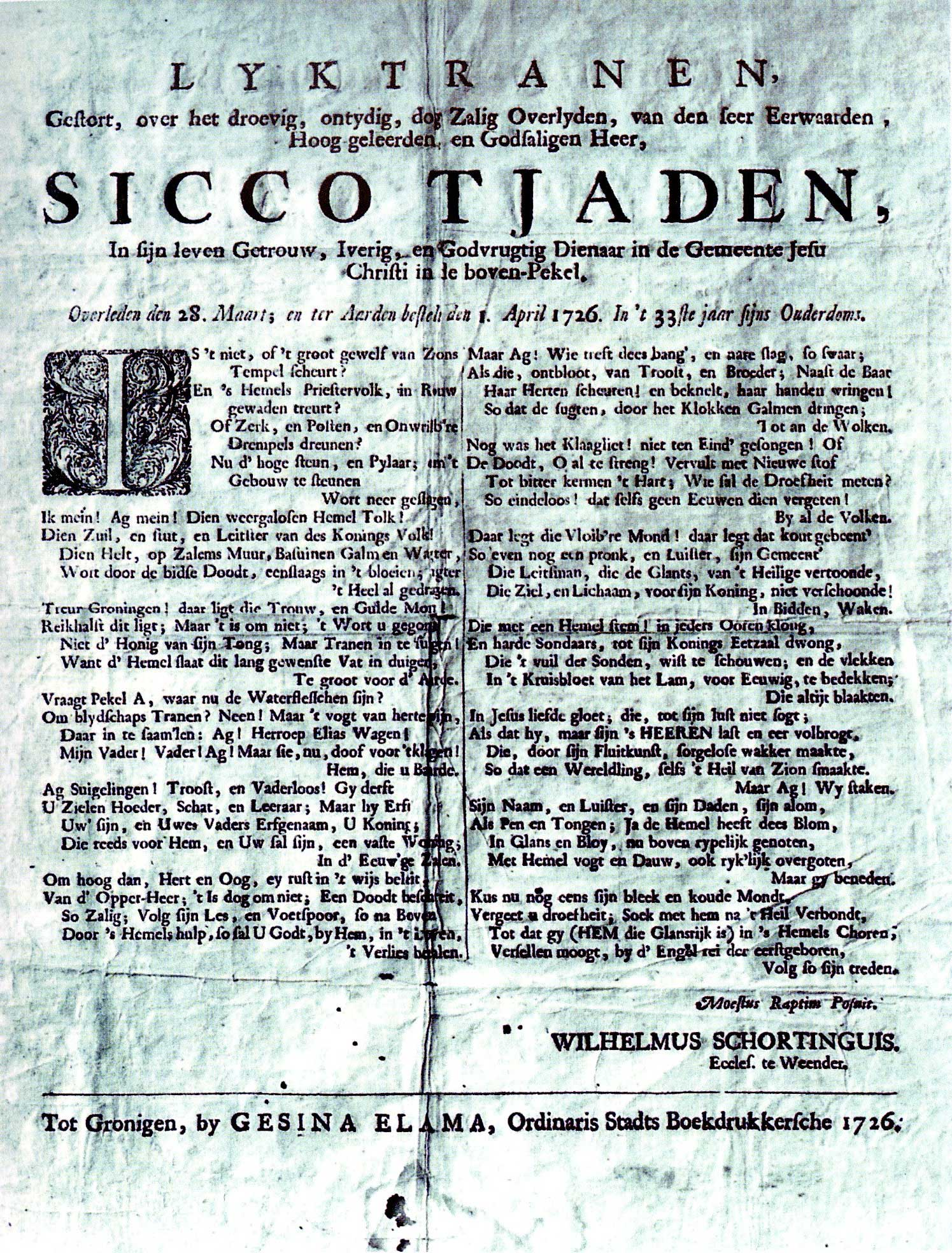
Lijkdicht na het overlijden van Sicco Tjaden in 1726 door Wilhelmus Schortinghuis

Tjaden werd in 1693 in het Groningse Westerlee geboren als zoon van de predikant Henricus Tjaden en van Anna Margaretha Tjassens. Zijn moeder overleed in 1699 in het kraambed en zijn vader nog geen jaar later aan de gevolgen van een val bij de Ebbingepoort in Groningen. Hij groeide samen met zijn tweelingbroer Cornelis Hendrik op bij zijn grootvader, de Groningse rechtsgeleerde Sicco Tjaden. Hij studeerde theologie in Groningen en in Leiden. Hoewel hij in zijn studietijd afstand nam van de opvattingen binnen de kringen van de Nadere Reformatie, door hem in die tijd "fijmelarij" genoemd, bekeerde hij zich in 1715 na een aanval van malaria, tot het gereformeerd piëtisme.

Tjaden liet zich beïnvloeden door piëtistische gezelschappen, conventikels genoemd. Ook zijn mentor en buurman, de bevindelijke predikant Leonard Blom, had grote invloed op zijn geloofsbeleving. Tjaden twijfelde niet alleen aan de kracht van zijn geloof, maar ook aan zijn geschiktheid als predikant. In november 1718 werd hij toch aangesteld als predikant te Nieuwe Pekela, zijn bevestiging tot predikant aldaar vond ruim een jaar later plaats in januari 1720. Zijn gemeenteleden waren in zijn ogen, "vanwege hun drankzucht en onwetendheid, gedoopte heidenen". Toch slaagde hij erin om veel kerkgangers, vooral uit bevindelijke kringen, wekelijks onder zijn gehoor te krijgen.
Tjaden overleed in maart 1726 in de stad Groningen nog geen 33 jaar oud. De Groningse predikant Johannes Hofstede sprak een lijkrede uit bij zijn begrafenis. Tevens schreef hij een lijkdicht, net als een andere collega van Tjaden, de bevindelijke predikant Wilhelmus Schortinghuis. Deze nam dit gedicht in 1727 op als toegift in zijn Geestelike gesangen, een in conventikelkringen veel gebruikte zangbundel.
Tjaden dankt zijn bekendheid vooral aan het autobiografische geschrift Eenige aantekeningen en alleen-spraken betreffende meest het verborgen leven voor den Heere dat na zijn overlijden door Johannes Hofstede werd samengesteld uit Tjadens nagelaten Latijnse aantekeningen. Het boek werd vele malen herdrukt. In 1992 verscheen onder de titel Het verborgen leven voor de Heere van Sicco Tjaden (1693-1726) predikant te Nieuwe Pekela een laatste druk van zijn geschrift, verzorgd door F.A. van Lieburg.